# Annette Otterstedt
Annette Otterstedt (* 23. September 1951 in Erlangen; † 6. September 2020 in Berlin) war eine deutsche Musikwissenschaftlerin und Gambistin.

## Leben
Annette Otterstedt legte ihr Abitur am Wilhelm-Gymnasium in Hamburg ab. Sie studierte Viola da gamba bei Johannes Koch an der Musikhochschule Hamburg. Es folgte ein Studium der Musikwissenschaft, Musikethnologie, Judaistik und Handschriftenkunde an der Technischen und Freien Universität Berlin. Sie wurde 1989 bei Carl Dahlhaus zum Dr. phil. promoviert.
Otterstedt wurde 1991 Kuratorin am Musikinstrumenten-Museum des Staatlichen Instituts für Musikforschung in Berlin und war dort für die Instrumente bis 1800, außer Tasteninstrumente, zuständig.
Ihre Forschungsschwerpunkte waren Streich- und Blasinstrumente des 17. und 18. Jahrhunderts.

## Veröffentlichungen
- Die englische Lyra-Viol: Instrument und Technik. Dissertation. Technische Universität Berlin 1987.  Bärenreiter, Kassel u. a. 1989, ISBN 3-7618-0968-9.
- Die Gambe: Kulturgeschichte und praktischer Ratgeber. Bärenreiter, Kassel u. a. 1994, ISBN 3-7618-1152-7.
- mit Olga Adelmann: Die Alemannische Schule im Geigenbau des 17. Jahrhunderts im südlichen Schwarzwald und in der Schweiz. 2. Auflage. Staatliches Institut für Musikforschung Preußischer Kulturbesitz, Berlin 1997, ISBN 3-922378-15-3.
- The Viol. History of an Instrument. Übersetzt von Hans Reiners. Bärenreiter, Kassel u. a. 2002, ISBN 3-7618-1151-9.
- Diego Ortiz: Trattado de glosas. Hrsg. Annette Otterstedt. Übersetzt von Hans Reiners. Bärenreiter, Kassel 2003, ISBN 3-7618-1594-8.

Artikel
- Das Berliner Musikinstrumentenmuseum; diese einzig dastehende Sammlung von Musikinstrumenten. In: Concerto. Das Magazin für Alte Musik. April 1986, S. 34–46.
- Zwei Sonaten für die Diskantgambe von Carl Philipp Emanuel Bach, Zur Geschichte der Viola da gamba in Preußen. In: Jahrbuch des Staatlichen Instituts für Musikforschung, Preussischer Kulturbesitz 1995.
- Solange sich die Sache beheben lässt … Zu den Flöten der Renaissance. In Scripta artium. Stenkovics, Halle (Saale) 1999, ISBN 3-932863-98-4, S. 35–45.
- Die Bedeutung der Entdeckung der Alemannischen Schule für die Praxis. In: Jahrbuch des Staatlichen Instituts für Musikforschung, Preussischer Kulturbesitz 2000.

## Einspielungen
- Two Over the Eights. Musik für 2 Lyra-Violen aus dem Berlin-Manuskript
- The Passionate Leeras. Musik für 2 Lyra-Violen aus dem Berlin-Manuskript